# Голенищев, Пётр Ефимович
Голенищев Пётр Ефимович (28 сентября 1941 — 26 сентября 2009) — российский политический деятель, председатель Палаты представителей Законодательного собрания Свердловской области (1998—2000), член Совета Федерации (1999—2000).

## Биография
После окончания школы был разнорабочим, затем проходил срочную военную службу в Сибирском военном округе. После возвращения из армии работал водителем, трактористом и старшим мастером ПТУ в Красноуфимске.
В 1980 году был избран председателем Криулинского совхоза Красноуфимского района Свердловской области (в 1993 году преобразован в ТОО «Криулинское»). Во второй половине 1980-х годов находился на партработе, был инструктором Свердловского обкома, а затем и 1-м секретарём Красноуфимского горкома КПСС. В 1990 году был избран председателем Красноуфимского райсовета и депутатом Свердловского облсовета. После роспуска советов в 1993 году вернулся к руководству совхозом.
12 апреля 1998 года избран депутатом Палаты представителей Законодательного собрания Свердловской области (ППЗС) II созыва от Красноуфимского округа № 14, а 14 мая 1998 года избран председателем палаты.
14 мая 1999 года утверждён членом Совета Федерации Федерального Собрания Российской Федерации. Был членом комитета по конституционному законодательству и судебно-правовым вопросам.
26 марта 2000 года на выборах ППЗС III созыва проиграл Павлу Федулёву. Полномочия члена Совета Федерации прекращены 7 июня 2000 года.
Умер 26 сентября 2009 года.